# 628

628(육백이십팔)은 627보다 크고 629보다 작은 자연수다.

## 수학
- 합성수로, 그 약수는 1, 2, 4, 157, 314, 628이다. 진약수의 합은 478이므로, 628은 부족수다.
- 52번째 불가촉수다. 앞의 불가촉수는 626, 다음은 658이다.
- {\displaystyle 628=12^{2}+22^{2}}
  - 연속하는 두 오각수의 제곱합으로 나타낼 수 있으며, 이 성질을 지닌 앞의 수는 169, 다음 수는 1709다.
- {\displaystyle 13^{6}-1}은 628로 나누어떨어진다.

## 과학
- NGC 628: 물고기자리 방향에 있는 나선은하. (메시에 74 참고)

## 교통

### 철도
- 서울 지하철 6호선 삼각지역의 역번호.

### 도로
- 628번 지방도: 충청남도 아산시 인주면에서 음봉면까지 이어지는 대한민국의 지방도
- 현도 제628호선

## 군사
- U-628(영어판, 독일어판): 제2차 세계 대전에 사용된 나치 독일의 군용 잠수함.

## 문화유산
- 대한민국의 보물 제628호: 황남대총 북분 금은제 그릇 일괄

## 기타
- 날짜: 6월 28일
- 연도: 628년, 기원전 628년